# Museo civico archeologico Arsenio Crespellani
Il Museo civico archeologico Arsenio Crespellani è un museo archeologico che ha sede nella Rocca dei Bentivoglio, nella frazione Bazzano di Valsamoggia, nella città metropolitana di Bologna. È intitolato al noto archeologo modenese.

## Storia

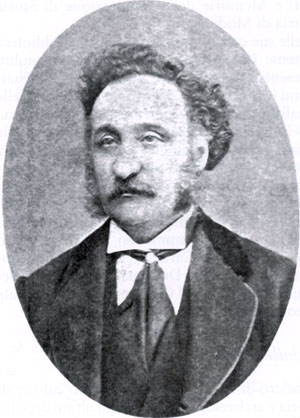
Arsenio Crespellani

Il museo fu fondato nel 1873, a seguito delle scoperte avvenute ad opera della "Società per scavi archeologici a scopo scientifico" creata da alcuni cittadini bazzanesi e di cui Crespellani fu direttore per vari anni: i reperti recuperati dalla Società furono cospicui e vennero a costituire il nucleo principale della collezione civica, ampliata dai rinvenimenti più recenti effettuati nel territorio e cura della Soprintendenza per i beni archeologici dell'Emilia-Romagna.
Nel 1878, allo scioglimento della Società archeologica, i reperti vennero donati al Comune di Bazzano che proseguì l'attività museale.
Nel 2009 l'allestimento museale si è arricchito dei reperti provenienti dagli scavi della necropoli etrusca di via Isonzo di Casalecchio di Reno, indagata tra il 1974 e il 1975.
Il museo archeologico è gestito dalla Fondazione Rocca dei Bentivoglio, in base al contratto di servizio firmato con il Comune di Valsamoggia, per valorizzare «gli spazi della Rocca dei Bentivoglio, in previsione del recupero del terzo piano».

## Descrizione

### Le collezioni
Il museo ospita i reperti provenienti dal comprensorio delle valli del Lavino (Zola Predosa), del Samoggia (Bazzano, Monteveglio, Castello di Serravalle) e del fiume Reno (Casalecchio di Reno), coprendo un lasso di tempo compreso tra il Paleolitico e il Rinascimento.
Gli oggetti della collezione sono ordinati cronologicamente. All'epoca pre-protostorica si riferiscono i reperti litici dei poderi Bellaria e Livello Masini, le tracce dell'insediamento dell'Età del Bronzo di Bazzano e i corredi villanoviani della necropoli di Fornace Minelli della prima Età del Ferro. All'epoca romana fanno capo varie suppellettili, laterizi e alcuni elementi di pregio di ambito regionale, mentre per l'epoca tardo-antica e alto-medievale figurano i materiali archeologici del pozzo Sgolfo, donati nel 1878 dai proprietari del podere e i reperti del Pozzo Casini di Bazzano, indagato a partire dal 1867 da Arsenio Crespellani assieme al giovane Tommaso Casini.
Risalgono all'epoca medievale e rinascimentale alcuni reperti rinvenuti nella Rocca. Il museo include inoltre una collezione di armi e divise di epoca risorgimentale e postunitaria, con alcuni reperti databili tra il primo dopoguerra e la seconda guerra mondiale.

### Percorso di visita
Il percorso di visita obbligatorio permette di visitare le sale del castello allestite per accogliere le collezioni museali, alcune sale supplementari (la Sala dei Giganti e la Sala del Camino) e l'antica ala della rocca adibita a spazio per le esposizioni temporanee (la Torre e la Sala Ginevra).
Il percorso inizia alla biglietteria al pianterreno, prosegue nel cortile interno, da cui si accede all'aula didattica. Si sale quindi la scala che dal cortile porta al primo piano, dove si visitano in successione la Sala dei Giganti, la Sala del Camino, le sale I, II e III, la Sala dei Ghepardi, la Sala delle Ghirlande, la Sala Ginevra e la sua antisala.

#### Sala I: sezione pre-protostorica

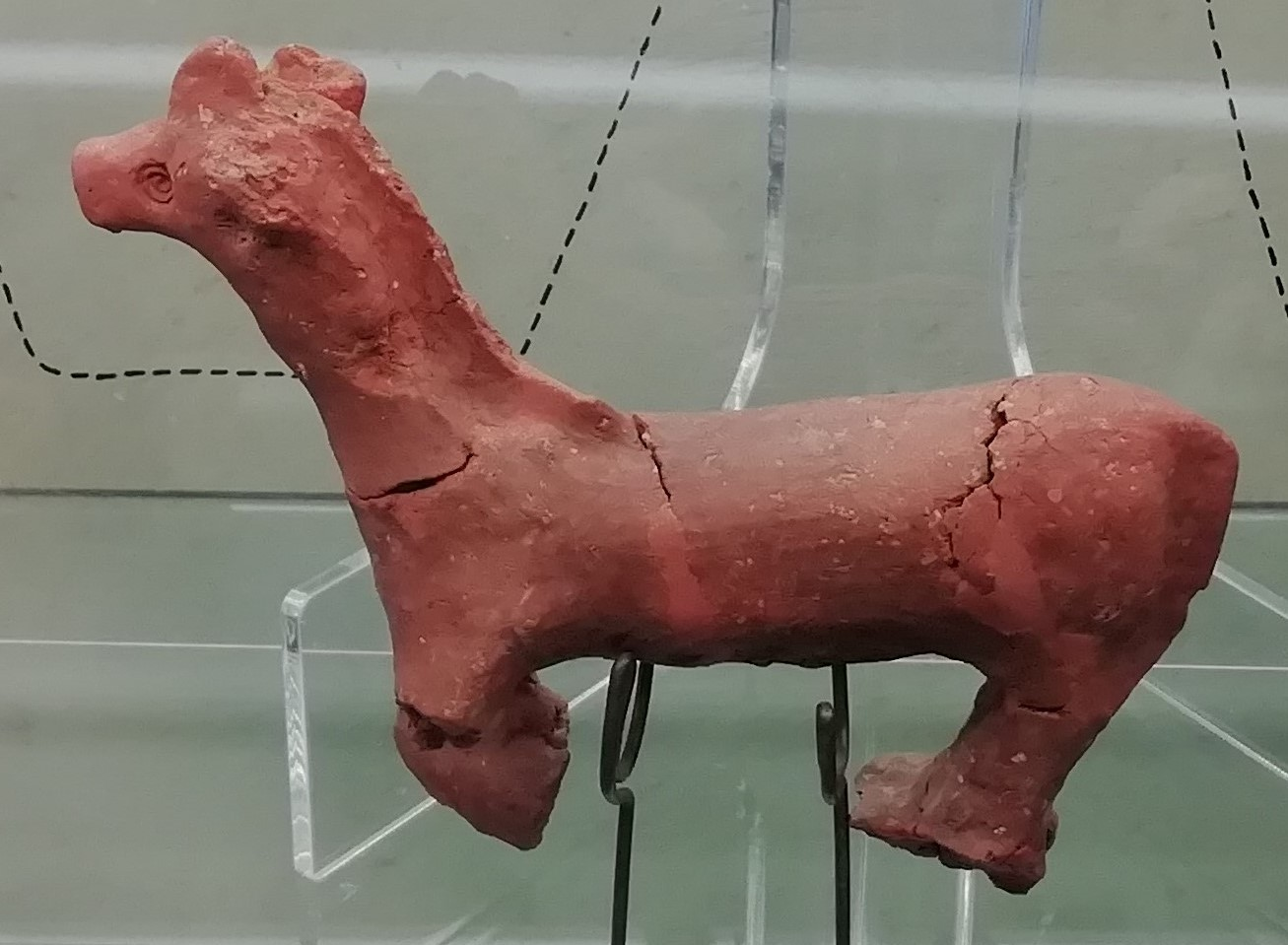
Ansa a forma di cavallino di un vaso gemino o saliera, in argilla d'impasto, della seconda metà dell'VIII secolo a.C., proveniente da una tomba di persona di alto rango

Nella Sala I sono ospitati i materiali preistorici e protostorici.
Nella prima vetrina sono esposti oggetti dell'età della pietra: strumenti litici e scarti di lavorazione provenienti dal comprensorio bazzanese (poderi Bellaria e Livello Masini): scarse sono le testimonianze relative al Paleolitico e al Mesolitico, mentre la successiva fase neolitica risulta meglio documentata da strumenti laminari realizzati con selce veneta (bulini, grattatoi, troncature, lame). Due strumenti presentano la cosiddetta usura stralucida, tipica dei manufatti impiegati per le lavorazioni agricole e in particolare per il taglio delle graminacee. Alla stessa epoca (6350 e 6150 anni fa), risale anche una sezione di quercia rinvenuta nella cava Olmi di Calderara di Reno (BO): le analisi dendrocronologiche effettuate su di essa hanno permesso di ricostruire l'ambiente d'età neolitica.

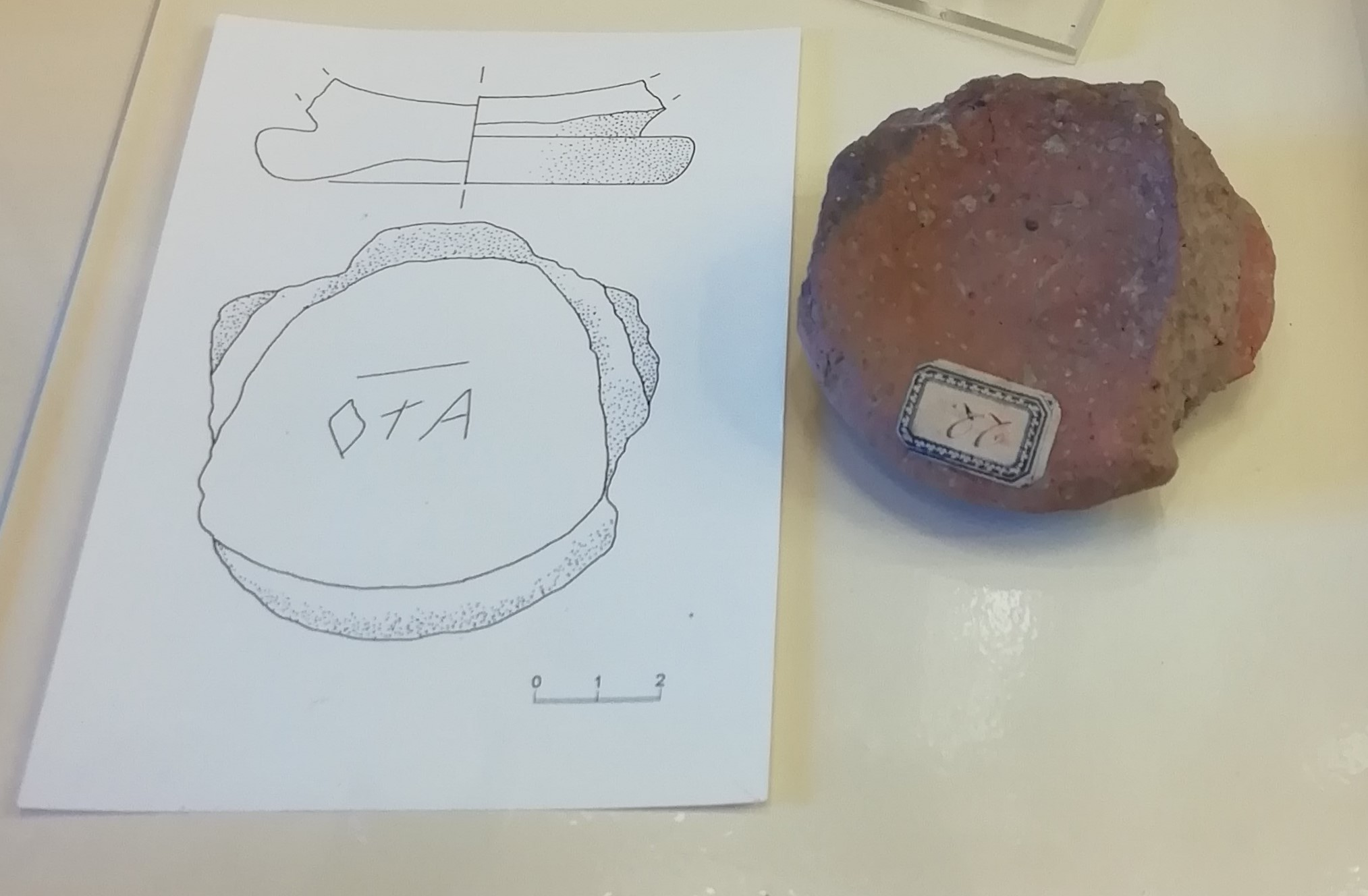
Iscrizione celtica "ATO" su piede di mortaio, in ceramica ad impasto, proveniente dalla necropoli di Fornace Minelli.

All'Età del bronzo medio sono dedicate le successive quattro vetrine, dove sono conservati i reperti provenienti dall'insediamento terramaricolo sull'altura di Bazzano, individuato nella seconda metà dell'Ottocento ed indagato verso la metà del secolo scorso mediante saggi stratigrafici (scavo Contu). Grazie alle diverse tipologie di materiali rinvenuti (vasellame, utensili, reperti faunistici) è stato possibile ricostruire alcune delle attività praticate da questa antica comunità, come la caccia (cinghiale, cervo), l'allevamento del bestiame (suini, bovini, ovocaprini, equini), la filatura e tessitura, la produzione ceramica e l'agricoltura, indiziata da un frammento di macina litica e da una zappetta in corno di cervo. Numerosi sono i frammenti di vasellame ceramico, riconducibili a olle, orci e tazze con decorazioni e anse sopraelevate. Sulla base dei recenti studi effettuati sui materiali, la fase di frequentazione del villaggio risale al Bronzo medio (1550-1325 a.C.), mentre il suo abbandono è da collocare agli inizi del Bronzo recente (1325 – 1175 a. C.). Un modellino cerca di ricostruire l'abitato.
Per l'Età del ferro (epoca villanoviana ed etrusca-orientaleggiante) la documentazione è esclusivamente di tipo funerario: nelle ultime due vetrine della prima sala è visibile un nucleo di reperti provenienti dalla necropoli "Fornace Minelli" di Bazzano, ubicata lungo la riva destra del Samoggia. Dalle 36 tombe messe in luce da Arsenio Crespellani tra il 1863 e il 1876 provengono oggetti di ornamento (fibule, spilloni, armille), vasellame, strumenti e utensili (fusaiole, conocchia, rasoio, ascia miniaturizzata), databili tra la metà dell'VIII e la fine del VII secolo a.C. I numerosi materiali di pregio testimoniano la presenza di individui appartenenti ad un elevato rango sociale, nonché l'importanza dell'insediamento bazzanese, situato in posizione strategica per il controllo del territorio e in relazione con la città di Felsina.
Da Zola Predosa (località Ca' Rossa e Pilastrino) proviene la tomba "a dolio" fuori vetrina, caratterizzata dal grande recipiente per le derrate alimentari che fungeva da contenitore dei resti del defunto e del corredo, databile tra la fine del VI e la prima metà del V secolo a.C.

#### Sala II: epoca romana e tardo antica

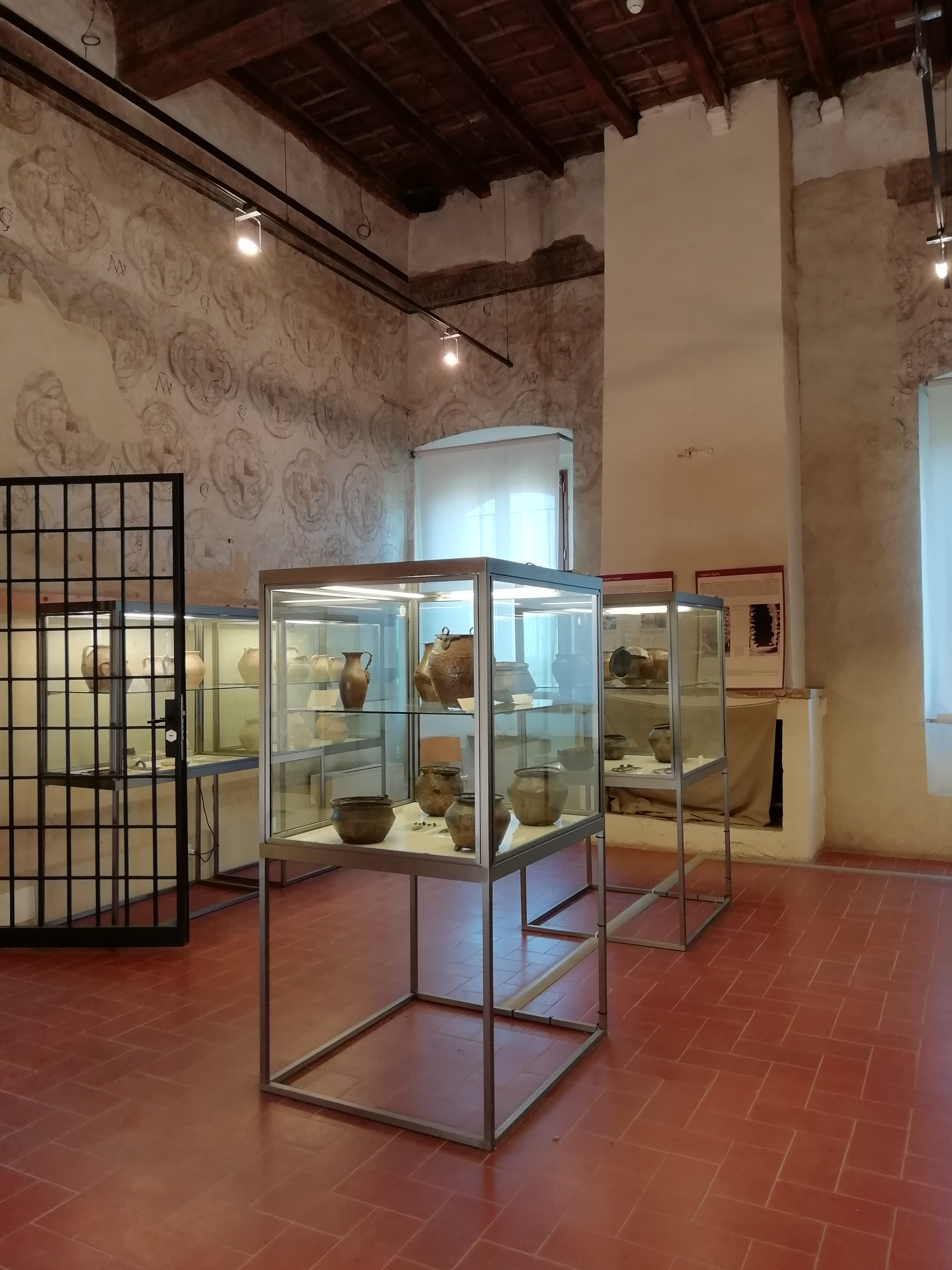
La Sala II

Nella Sala II sono esposti i rinvenimenti sporadici che illustrano il popolamento di epoca romana nel territorio, intenso ma senza la presenza di un agglomerato urbano. Si tratta di vasellame (sigillata, ceramica comune, ceramica grigia, anfore da trasporto), lucerne per l'illuminazione, tessere di mosaico, campanelli, monete, un frammento di bicchiere di vetro.

Le restanti vetrine della sala sono dedicate ai materiali del VI-VII secolo d.C. del pozzo Sgolfo, rinvenuto nel territorio di Castello di Serravalle e rientrante nel fenomeno dei cosiddetti pozzi-deposito, una forma particolare di tesaurizzazione ed occultamento di beni all'interno di pozzi dismessi.

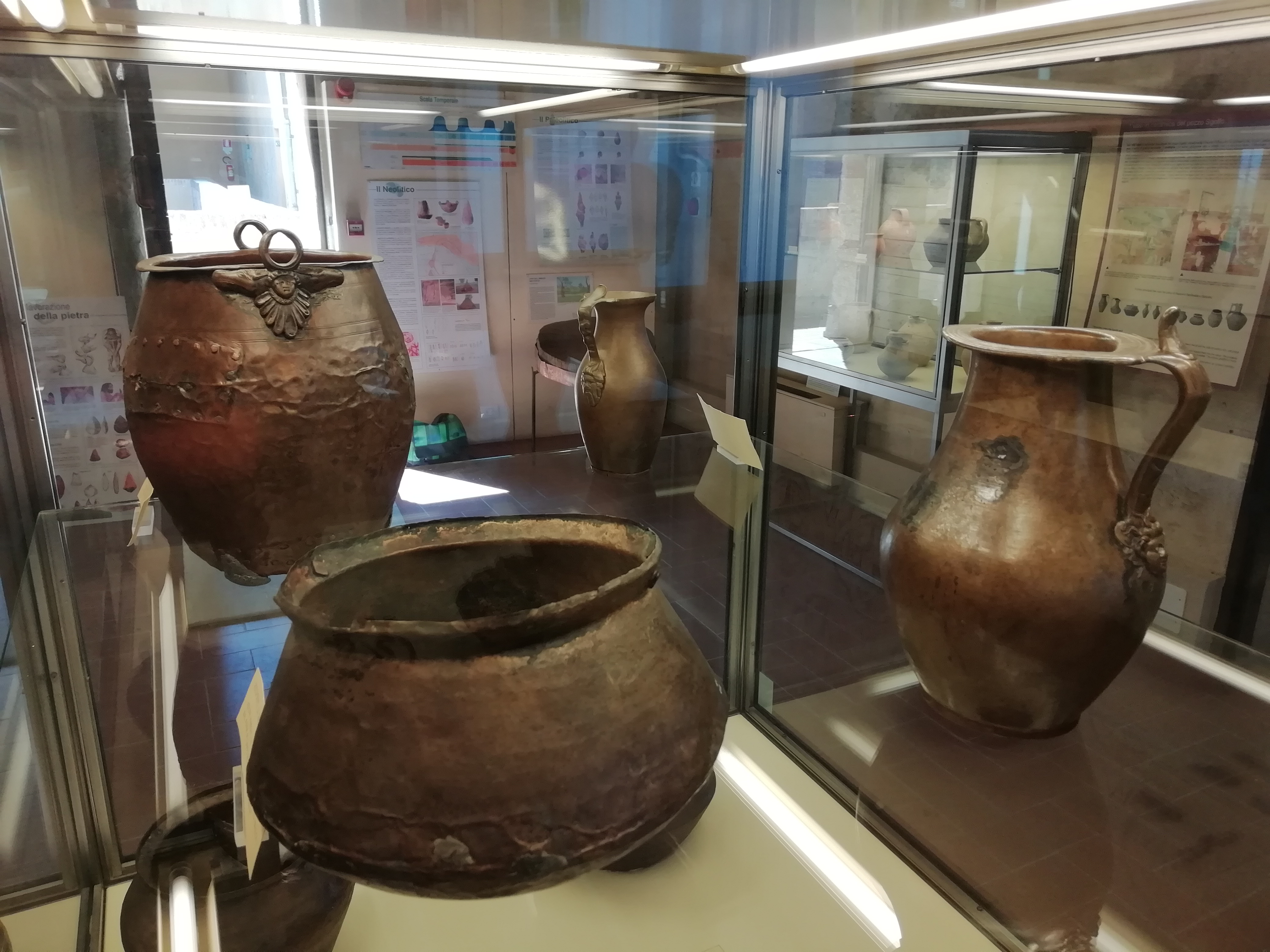
Manufatti provenienti dal pozzo Sgolfo

Il pozzo Sgolfo, come il pozzo Casini della sala successiva, si caratterizza per l'accurata disposizione dei beni (vasi di ceramica e di metallo, instrumentum) nascosti a strati separati da terriccio, frammenti di laterizi, assi di legno o ghiaia, con l'intenzione di preservarne l'integrità. La tipologia dei materiali e la tecnologia impiegata per la loro realizzazione inducono a ritenere che gli oggetti appartenessero ad una comunità rurale insediata nel territorio, anticamente fiorente e aperta ai commerci – come risulta dai preziosi vasi di metallo – ma decaduta e impoveritasi in seguito alla crisi economico-politica che si verifica dopo la caduta dell'Impero romano.

#### Sala III: epoca medievale e rinascimentale
La visita prosegue nella Sala III, o Sala del Pozzo Casini.
Anche il pozzo Casini, nei pressi di Bazzano, è un pozzo-deposito come il pozzo Sgolfo.
Le preziose brocche rinvenute nel pozzo bazzanese testimoniano, attraverso le decorazioni presenti sulle anse, riti e tradizioni della comunità agreste, dal culto di Bacco, dio del vino, ad un sacrificio rustico mediante uccisione di un animale e raccolta del sangue.

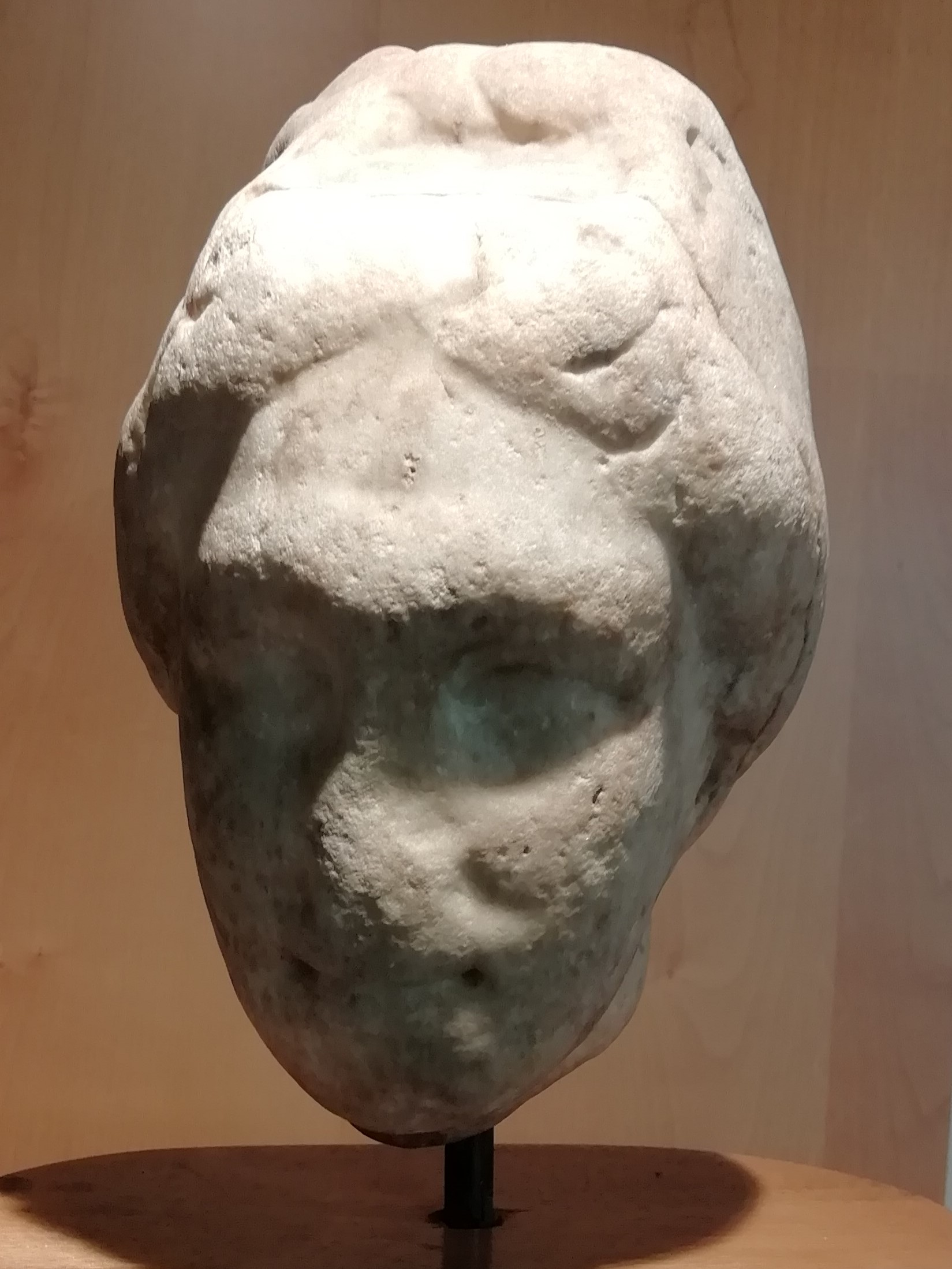
Testa in marmo dei primi decenni del II sec. a. C., forse raffigurane Diana, trovata nel greto del Samoggia

Oltre al consistente quantitativo di vasi fittili e metallici, all'interno dei pozzi erano occultati numerosi attrezzi e utensili impiegati nelle attività quotidiane e artigianali (tra questi un'ascia da carpentiere, il rebbio di una forca, uno scalpello, una piccozza, coltelli, chiavi, pesi da stadera e una regula in legno di quercia lunga due piedi romani (circa 60 cm) e suddivisa in once (2,49 cm). Sono presenti anche alcuni recipienti di legno: una ciotola in legno d'olivo, un mestolo in legno di vite e le doghe di due secchi in legno di quercia. Dallo strato di riempimento del pozzo Casini provengono inoltre resti botanici, carpologici e faunistici che permettono di ricostruire l'ambiente dell'epoca attraverso l'analisi archeoxilologica e archeozoologica: sono infatti documentati l'acero, la quercia, il bosso, la vite, il ciliegio e tra i frutti la pesca e le noci; compaiono inoltre ossa di bovini, caprini, suini, una mandibola di luccio, resti di animali come il rospo, la lepre, la volpe e il gatto, nonché un osso di cigno reale che presenta tracce di macellazione.

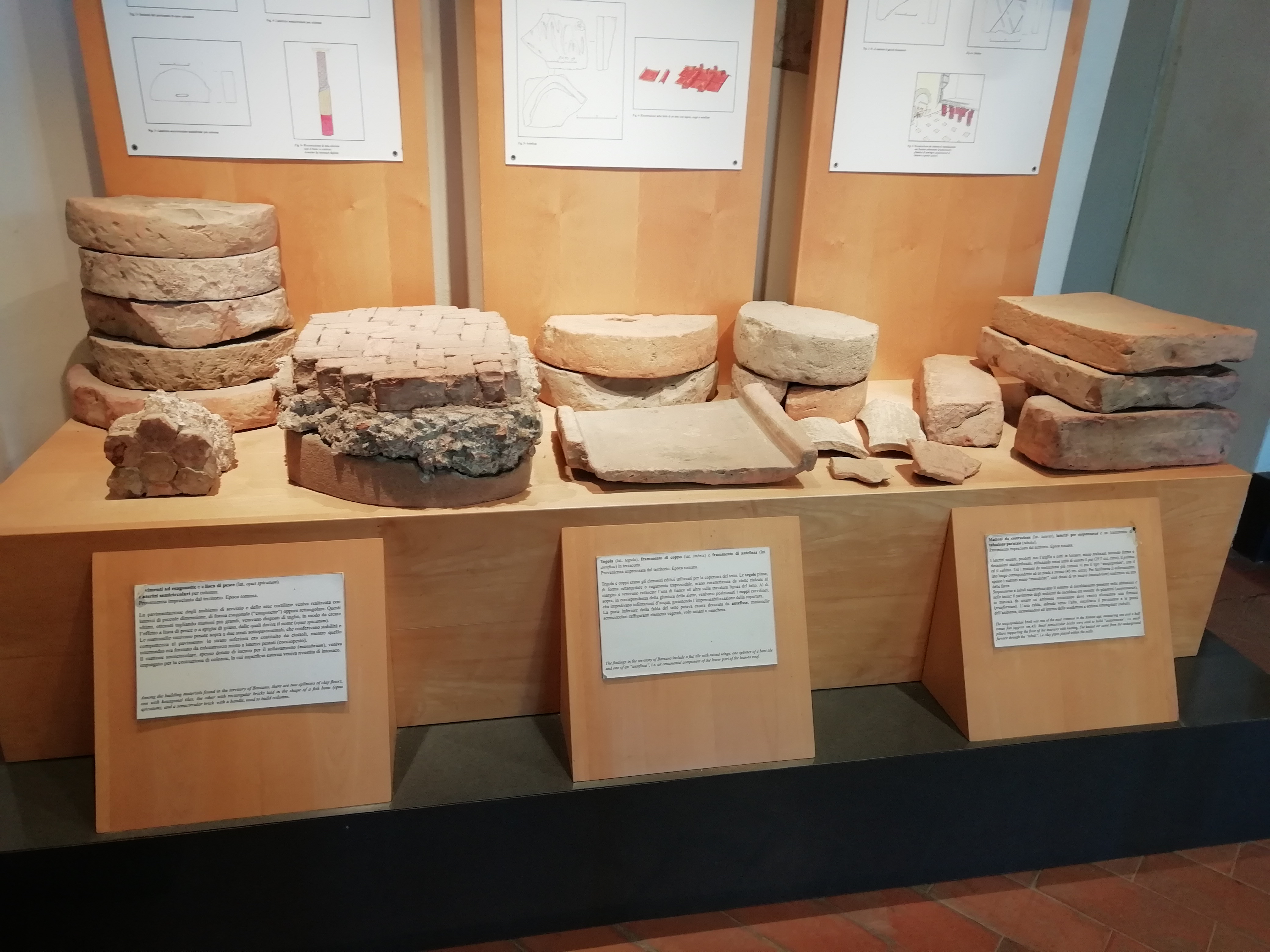
Materiali edilizi di epoca romana.

Nella terza sala sono inoltre presenti materiali edilizi di epoca romana (mattoni per muri, per colonne e per pozzi, tegole, esagonette, pavimento in opus spicatum e parte di una macina di cloritoscisto proveniente da Stiore di Monteveglio).
Sempre ascrivibile all'epoca romana è una testina di marmo greco rinvenuta nel greto del Samoggia, appartenente ad una statua di divinità femminile (Venere o Diana cacciatrice), di grandezza poco inferiore al vero. È ipotizzabile che la statua facesse parte di un luogo di culto (fanum) o di una villa romana, come quelle ampiamente documentate nel territorio.

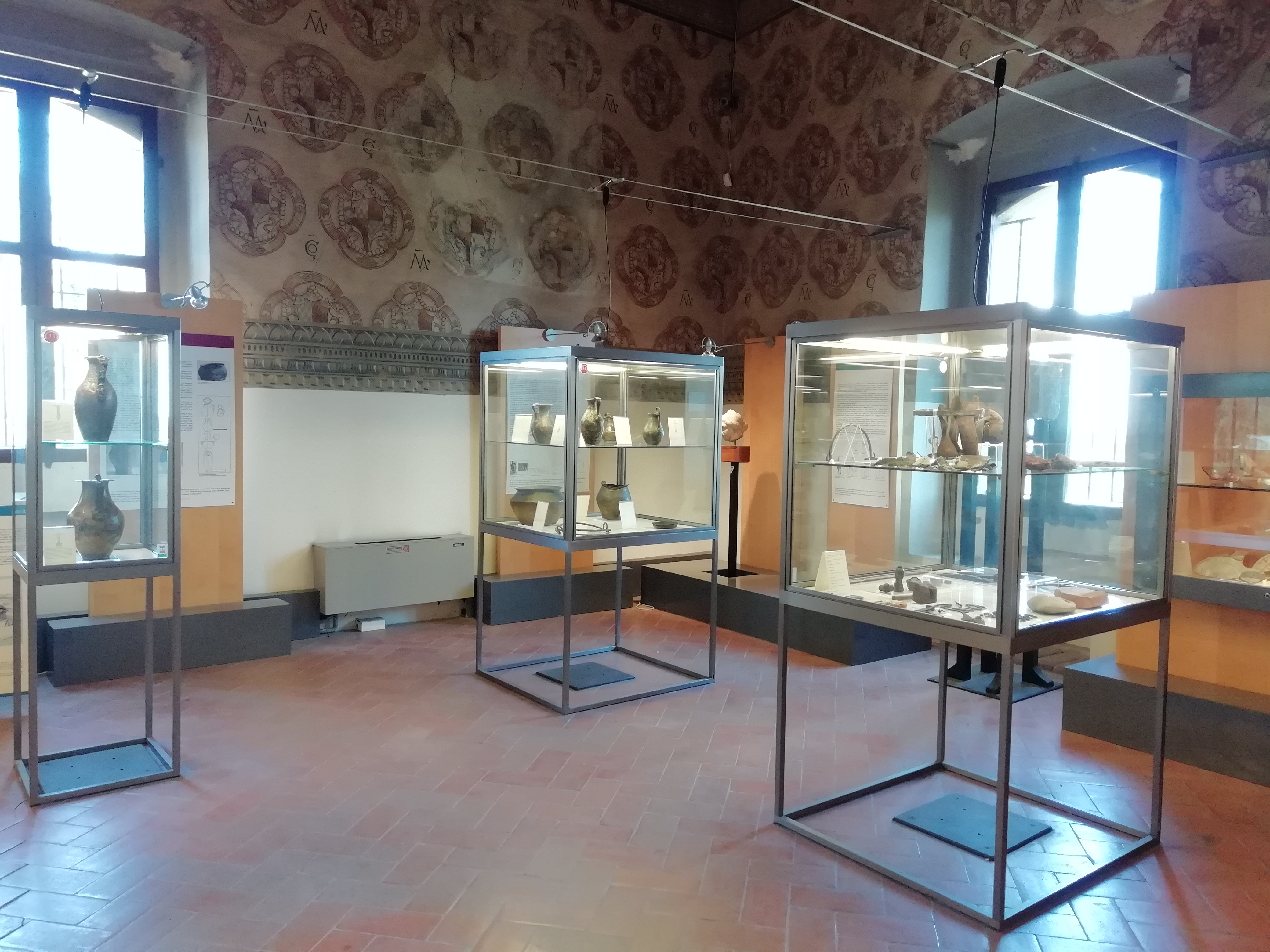
La Sala III

L'esposizione si conclude con un nucleo di materiali medievali e rinascimentali, databili nel complesso tra XIV e XVII secolo, provenienti da numerosi recuperi nell'area della Rocca, in particolare dalla zona del fossato. Le ceramiche sono rappresentate da alcuni frammenti di invetriata, ingobbiata, graffita e smaltata.
L'invetriata era usata sia per la mensa sia soprattutto per la cottura dei cibi, mentre ingobbiata, introdotta in Emilia-Romagna alla fine del XIV secolo, è rappresentata dall boccale e dai due frammenti con decorazione a macchia e marmorizzata. Un nucleo di frammenti di ciotole e piatti è realizzato in ceramica ingobbiata e graffita: tra essi spicca una ciotola in graffita arcaica padana con la tipica decorazione a foglia entro medaglione e losanghe entro riquadri, nei colori tradizionali verde ramina e giallo ferraccia. Di pregevole fattura i frammenti in graffita prerinascimentale, con profilo femminile su fondo decorato a fogliame; e in graffita rinascimentale, diffusa dalla fine del XV secolo, come quello con un busto femminile e il piatto con figura femminile in piedi entrambi su fondo di siepe a graticcio. Tra i vetri, sono esposti i frammenti di fondo di un bicchiere, un fondo svasato di bottiglia e una fiala.
Nella selezione dei materiali esposti compaiono anche alcune maioliche, ceramiche smaltate e decorate in verde e bruno manganese, in seguito anche in blu, databili tra la seconda metà del XIV e la prima metà del XVII secolo. Tra gli oggetti metallici alcune punte di freccia e da balestra in ferro, che compaiono nel XIV secolo, gli speroni, chiavi da porta e da mobile, infine – in bronzo - i cucchiai e una forchetta.

#### Sala dei ghepardi: età moderna, dal Risorgimento alla seconda guerra mondiale

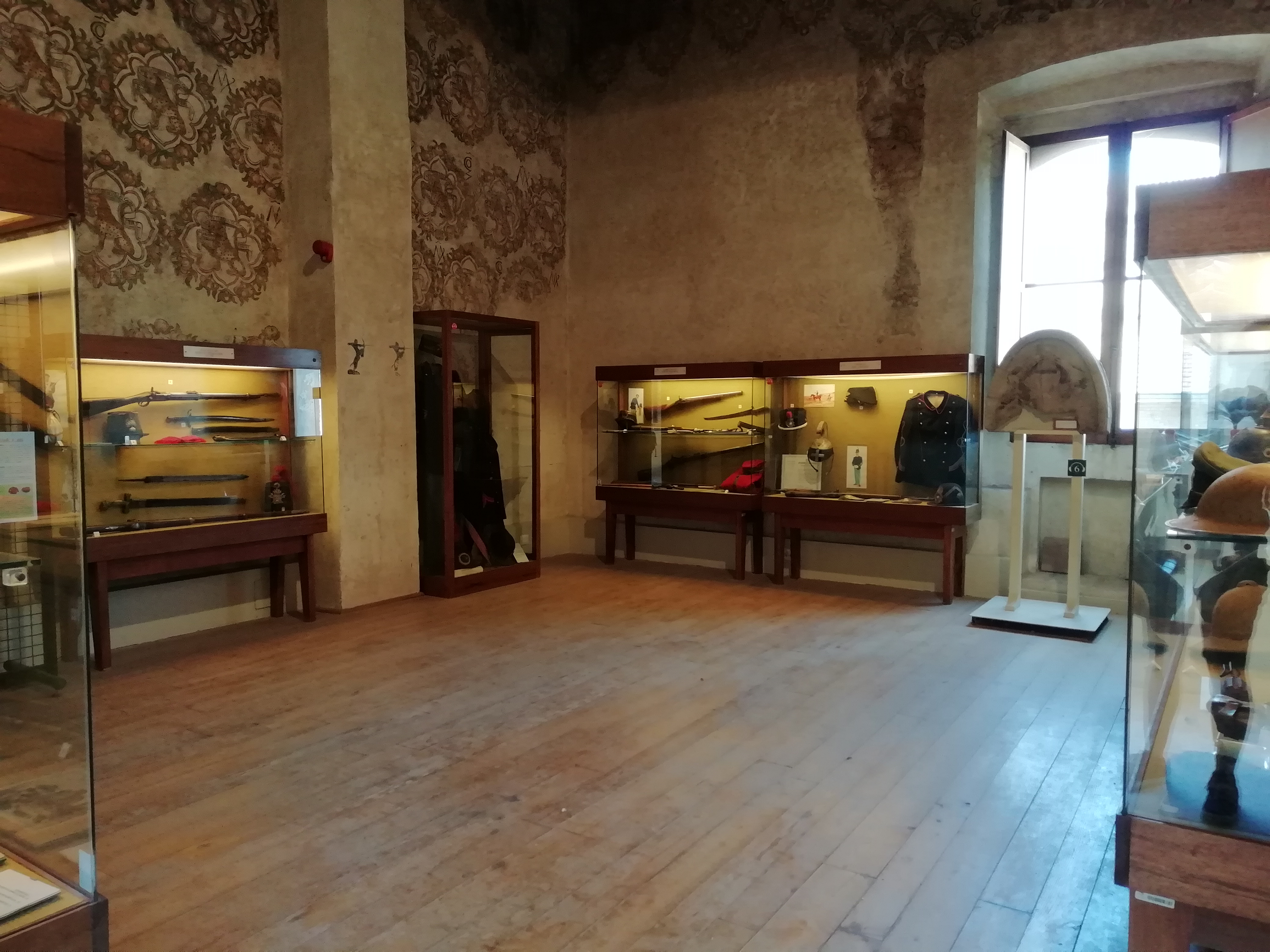
La Sala dei ghepardi

Nella Sala dei Ghepardi si trova la sezione dedicata all'epoca risorgimentale e moderna, con una collezione di oggetti militari donati al Comune già documentata nel 1906, nell'ambito del I Censimento dei musei del Risorgimento italiano, e in seguito nell'Archivio comunale.
Vi figurano cimeli, armi bianche e da fuoco, divise e copricapi risalenti alla Guerra greco-turca del 1897, alla Guerra italo-turca del 1911, alla prima guerra mondiale, alle guerre coloniali italiane, alla seconda guerra mondiale e alla Resistenza.

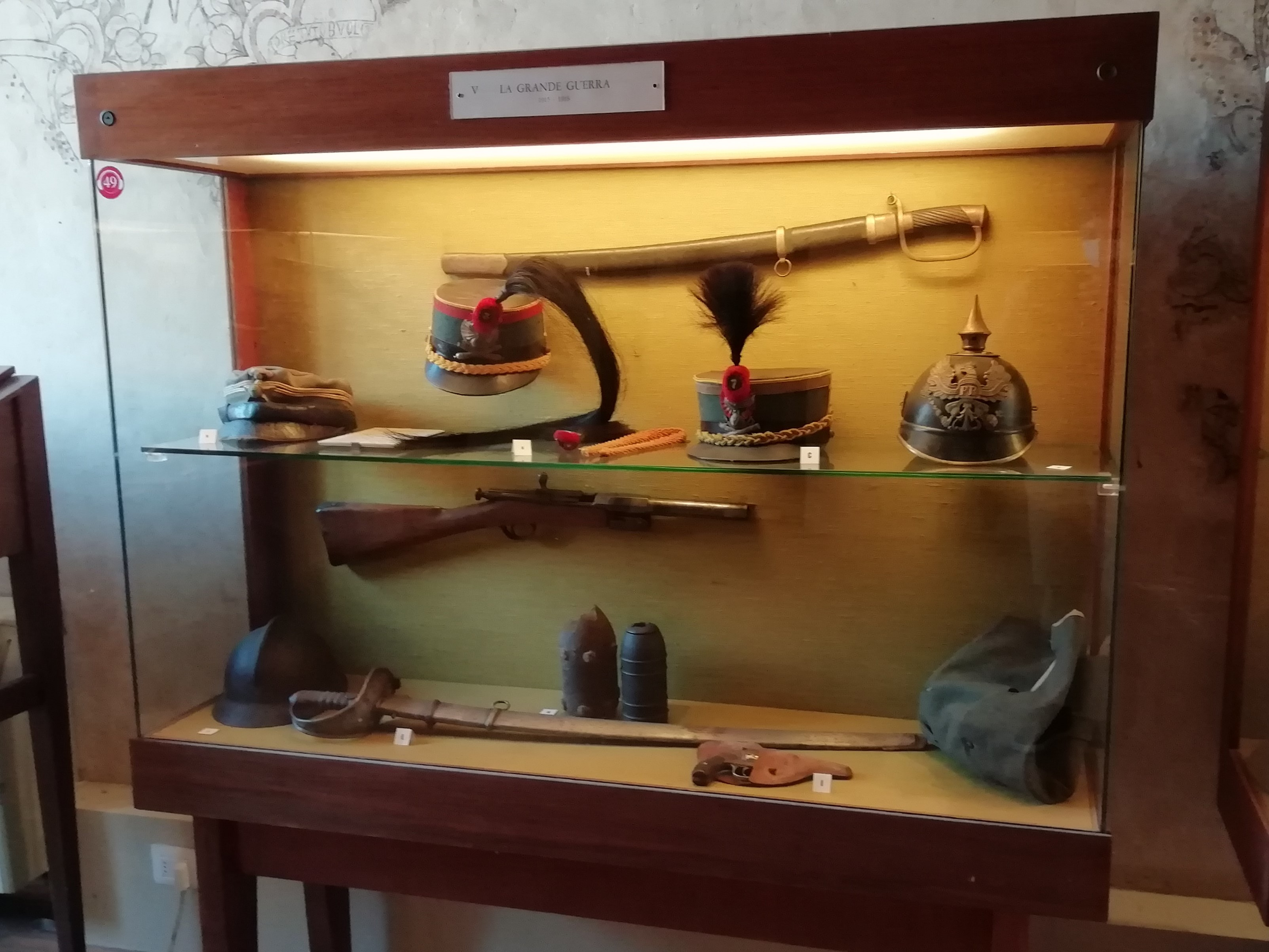
Cimeli della Grande Guerra

Gran parte dei fucili e dei copricapi sono quelli dei volontari alle Guerre d'indipendenza italiane.
Riferibili alla Guardia civica sono due daghe, una con fodero ancora conservato, uno spadone con impugnatura in corno e pomolo in ottone a testa leonina ed un elmo da truppa con pennacchio a salice da ufficiale e il caratteristico fregio in ottone dello Stato pontificio con l'iscrizione PIO IX.
Si conservano inoltre due fucili ad avancarica con batteria a luminello, uno civile ed uno del 1842 con marchio di fabbrica francese sulla batteria, che faceva parte della dotazione della fanteria della Guardia Civica.
Sono invece riferibili all'Esercito piemontese (1848 - 1860) un fucile inglese Enfield modello 1853, che venne trasformato a retrocarica con sistema Snider, una sciabola-baionetta per fucile Enfield e due baionette per fucili francesi con attacco a manicotto; una borraccia in alluminio in uso presso le truppe francesi ed un kepì del Terzo Granatieri, caratterizzato dal fregio con fiamma e coccarda tricolore in stoffa. Tra le armi bianche compaiono una daga modello 1850 del tipo Fachinenmesser, in italiano “coltello da fascine” in dotazione al genio dell'esercito austriaco, una daga a sega per le truppe del Genio italiano e la lama di una seconda daga dello stesso tipo. Gli indumenti militari sono rappresentati da un kepì dei pompieri di Bazzano, come si desume dal fregio in ottone che oltre alle asce incrociate e alla fiamma reca il melograno, simbolo comunale, e da alcune uniformi.
L'unico elemento riferibile ai garibaldini è una casacca rossa con berretto. 
In una vetrina è esposto in evidenza un bastone da passeggio con lama nascosta in acciaio Toledo, un'arma efficace ma considerata "vile" e per questo proibita in numerosi stati preunitari.
Dopo l'Unità d'Italia le uniformi subirono un notevole cambiamento: vennero abbandonati le spalline, il kepì, i colbacchi e gli elmi per essere utilizzati solo in occasione delle parate. Al loro posto subentrarono giubbe corte e senza cintura e il copricapo morbido detto bustina, perché era pieghevole. A questo periodo risalgono una giubba da capitano di fanteria, un berretto a bustina da artigliere, un colbacco in pelo nero da cavalleggiere del 19º Guide ed un elmo da dragone con fregio con lettere VE (che stanno per Vittorio Emanuele), indossato dai primi quattro reggimenti di cavalleria. Tra le armi si distinguono un fucile da tiro con canna Beretta e un Vetterli Mod. 1870. Quest'ultimo, non a caso, rappresenta l'unica arma da fuoco d'ordinanza dell'esercito italiano, di proprietà dello Stato e praticamente impossibile da riportare a casa.

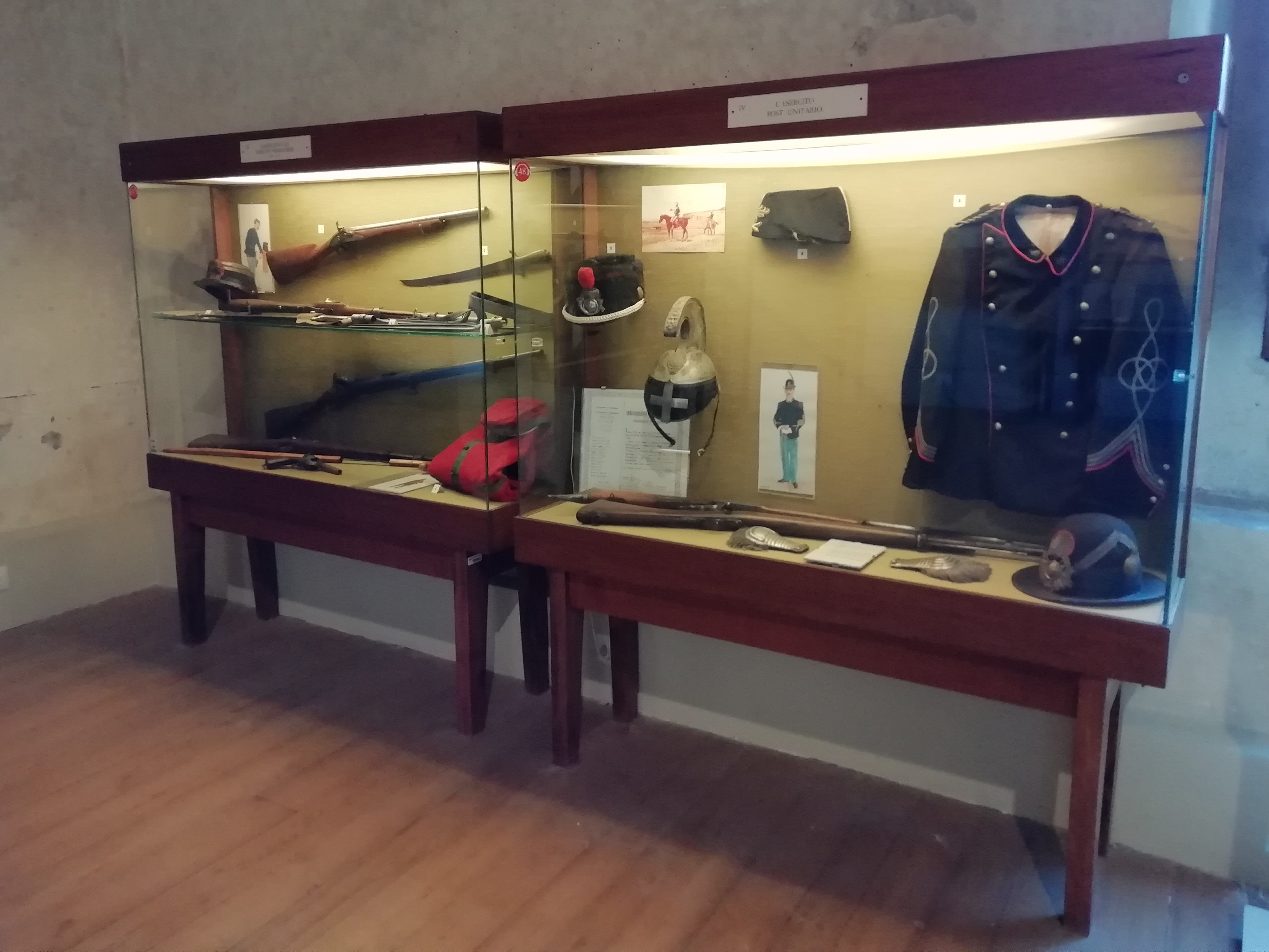
Divisa garibaldina e teca dell'Esercito post-unitario

Un nucleo di uniformi è databile al periodo compreso tra la fine dell'Ottocento e gli inizi del Novecento: si tratta di una giubba da bersagliere, una giubba da caporal maggiore del Genio, databili entrambe alla fine dell'800, un'uniforme da maggiore di fanteria databile tra 1895 e 1915 e una nera da campagna della guerra del '15-18. Due copricapi consistono rispettivamente in basso a destra (lettera E) un cappello da bersagliere, caratterizzato dall'aggiunta nel fregio di un piccolo fascio littorio, probabilmente ad opera del proprietario e in basso a sinistra in un cappello cosiddetto lucerna dei Reali Carabinieri.
Al periodo della Grande Guerra (1915-1918) si riferiscono alcuni copricapi: un elmo prussiano in cuoio nero con decorazioni in ottone, un kepì da sottufficiale del 2º reggimento Artiglieria a cavallo della batteria motorizzata “voloire”, un kepì da caporale del medesimo reggimento con lungo pennacchio in crine nero e bordura rossa, infine un berretto da tenente medico databile al 1915-1918. Di fabbricazione russa è la sciabola chasqua con marchio in cirillico, databile al 1908, mentre di produzione austriaca sono la sciabola Jung Wien, da cavalleria pesante modello 1895, e il moschetto lanciarazzi ricavato da un fucile Berdan.
La fase della seconda guerra mondiale è rappresentata da svariati oggetti: una borraccia austriaca in ferro smaltato, un berretto da sottufficiale della Wehrmacht, con fregio metallico ad aquila con ali spiegate sopra una svastica, due bombe a mano Sipe, un elmetto coloniale delle truppe inglesi collocate in Africa e un casco coloniale italiano in tessuto che reca la scritta a mano “molti nemici molto onore”, con fregio della 271ª legione Camicie Nere. Le armi comprendono un fucile inglese Enfield MK III a ripetizione con sistema di chiusura della canna con sportellino, nonché una bomba a mano austriaca. Completano la documentazione una gibernetta austriaca, un berretto slavo con stella rossa cucita sulla fronte, un fucile austriaco Stejer modello 1859º ripetizione ordinaria un fucile tedesco Maser, modello 1888.
Nella Sala dei Ghepardi è inoltre collocato un frammento di arenaria con lo stemma di Franciscus de Santo Petro, capitano di Bazzano durante il secondo semestre del 1598. Probabilmente, in origine questo stemma era collocato sulla parete esterna della torre trecentesca all'interno del cortile della Rocca. Bazzano fu sede del Capitanato della montagna, una magistratura giudiziario-amministrativa istituita dal Governo di Bologna a controllo delle aree del comprensorio di Lavino e Samoggia, al confine col territorio modenese dal gennaio 1508 all'età napoleonica. Dello stemma, di forma ovale, rimane la parte superiore, con in rilevo due braccia che sollevano un libro ed il motto Nosce te met. Lungo il margine corre l'iscrizione incompleta "DE S. PETRO CAPITANEUS PRO SECUNDO SE" che indica proprio il ricoprimento della carica di capitano della montagna nel secondo semestre del 1598.

#### Sala delle ghirlande: necropoli etrusca di Casalecchio di Reno

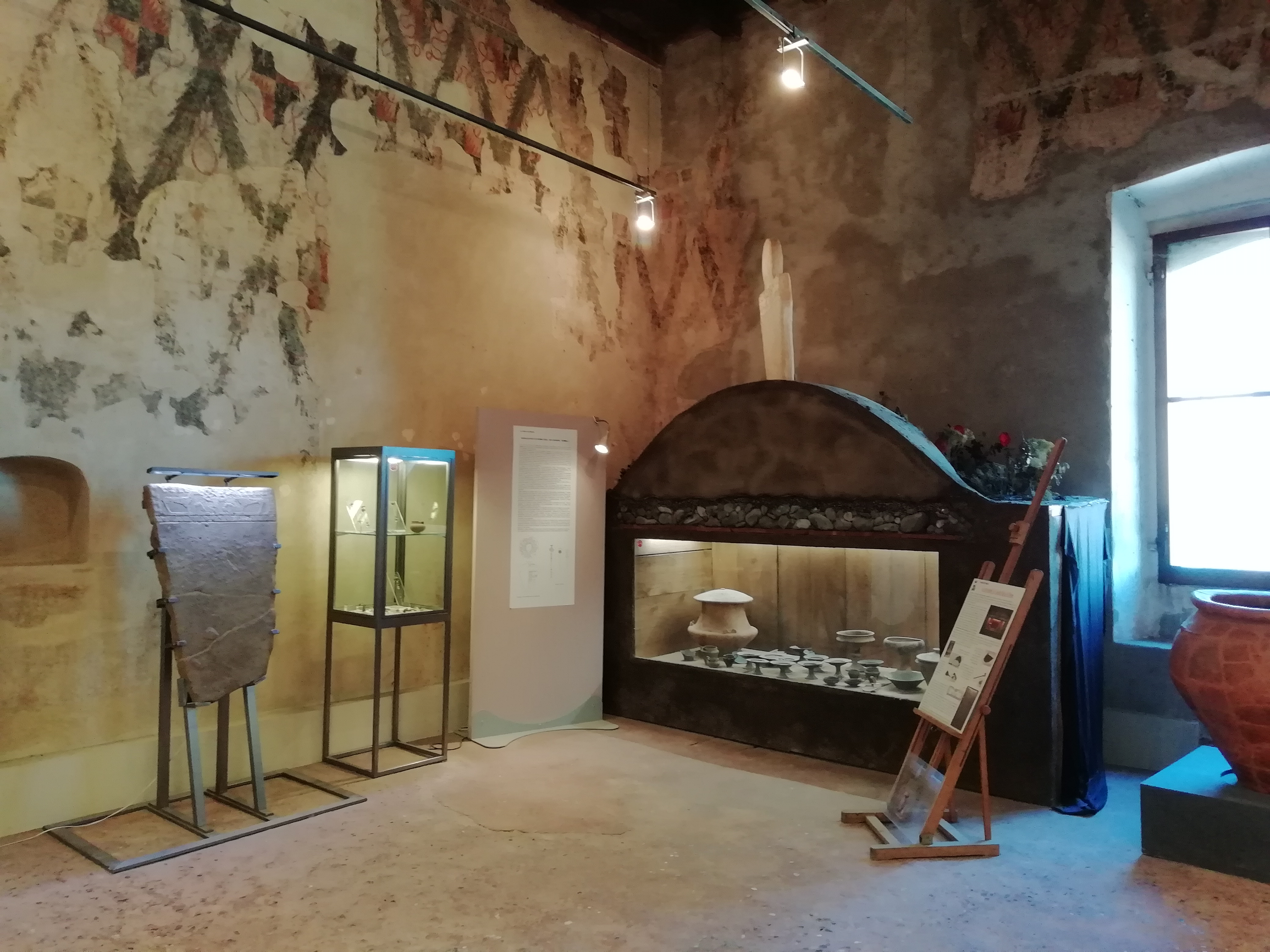
La Sala delle Ghirlande

Nella Sala delle ghirlande, che prende il nome dal motivo ornamentale sulla parete della sala, è possibile osservare i materiali dalla necropoli di Casalecchio di Reno.
Il percorso di visita inizia dalla ricostruzione della tomba n.2, per proseguire con la stele proto-felsinea e le vetrine.
Gli eccezionali materiali della tomba qui ricostruita integralmente, provengono da una sepoltura della piccola necropoli di Casalecchio, indagata tra il 1974 e il 1975. La necropoli  si presenta come un insieme, quasi certamente famigliare, di tombe di aristocratici caratterizzate da corredi di grande ricchezza e dalla loro monumentalizzazione mediante la costruzione del tumulo sormontato dalla stele in arenaria o da un segnacolo privo di elementi figurativi.
Questa, l'unica riferibile a un individuo di sesso maschile, è della metà del VII secolo a.C. ed è stata identificata come la tomba di un membro di alto rango ed è probabilmente all'origine della monumentalizzazione della necropoli. Essa era segnalata fuori terra da una stele in arenaria. La "stele di Casalecchio" – della quale si conserva solo il corpo trapezoidale - è un reperto eccezionale sia per il suo ritrovamento in situ, associabile a un corredo ben databile, sia per il valore simbolico della sua decorazione orientalizzante, posta nella fascia superiore della pietra e un tempo dipinta: in una cornice a meandro, ai lati dell'albero della vita figurano due acrobati in posizione arcuata e due cervi che pascono le sue fronde.

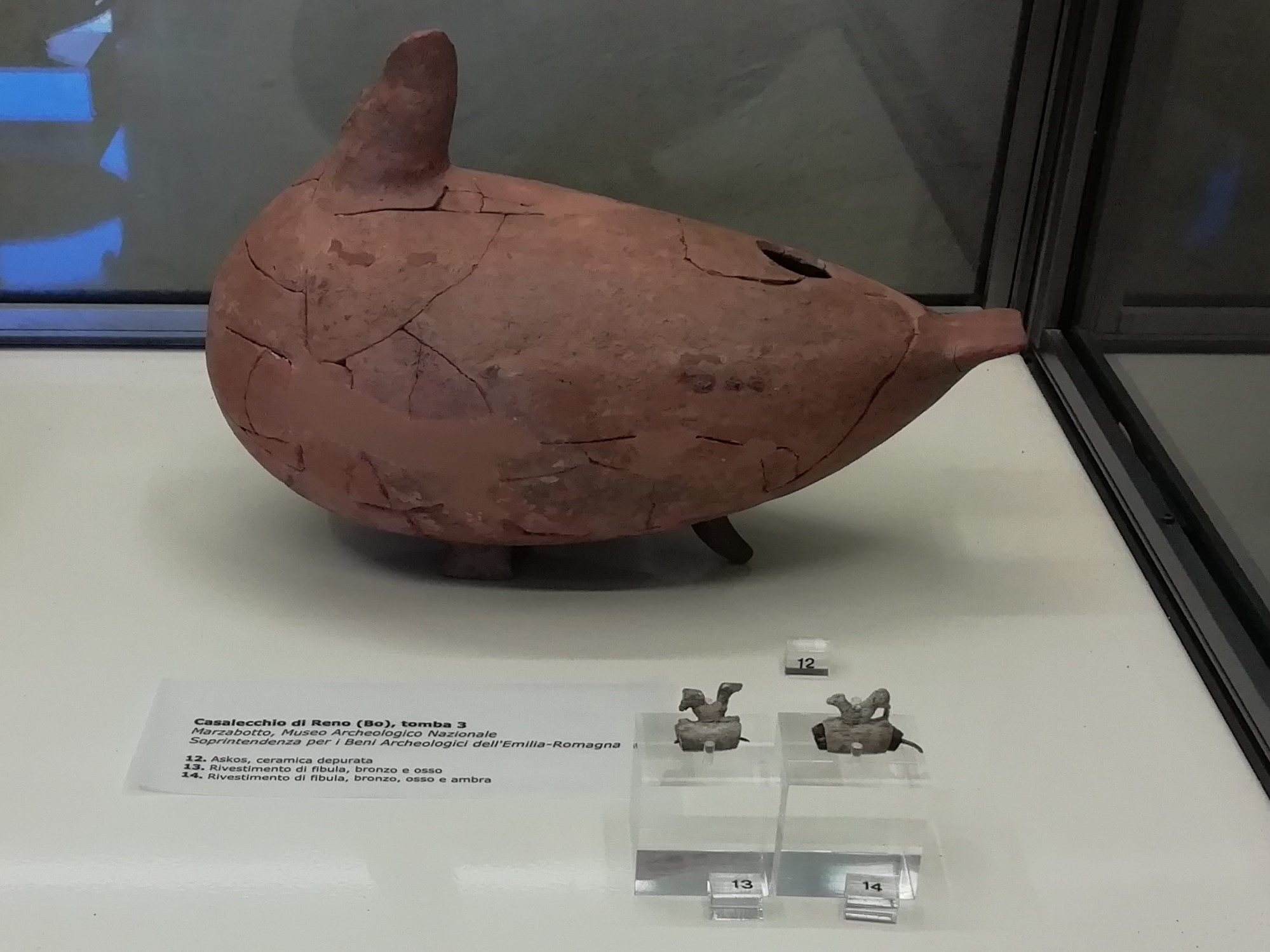
Askos e frammenti di fibule zoomorfi provenienti dalla tomba 3 della necropoli di Casalecchio e da San Biagio.

Tra i materiali di corredo sono stati rinvenuti alcuni resti di finimenti equini, selezionati all'atto della deposizione: una falera di ferro, rivestimenti in lamina delle briglie, un anello passa cinghia, insieme a un ricchissimo corredo che comprende un cospicuo servizio da banchetto. Tra il vasellame si possono osservare numerosi piatti a basso ed alto piede – uno dei quali ancora contenente gusci d'uovo - coppe, un'olla cordonata, un'anforetta e un vaso a corpo troncoconico, numerosi attingitoi ed un catino che proviene dall'esterno del tumulo, che testimonia una pratica ripetuta di pranzi funebri e di offerte sacrificali all'esterno della tomba assieme ad altri resti di vasellame.
Nelle vetrine sono esposti i materiali provenienti dalle due tombe femminili ricche della necropoli di Casalecchio. Anch'esse, presentavano la medesima struttura a fossa rettangolare, coperta per lo meno da assito ligneo, vespaio in ciottoli e tumulo di terra e si distinguono per la ricchezza dei corredi e la presenza di elementi distintivi del rango sociale elevato.

## Attività
Il museo insieme alla Biblioteca comunale di Bazzano ha pubblicato i Quaderni della Rocca. Svolge attività laboratoriale e didattica nelle aule del pian terreno.